# Four Mile Road
فخرططضؤٱي٦چقFour Mile Road è un census-designated place degli Stati Uniti d'America, nella Census Area di Yukon-Koyukuk, nello stato dell'Alaska.
Si trova a 64°35′47″N 149°07′32″W, vicino al fiume Yukon.
Secondo l'Ufficio Censimento degli Stati Uniti, ha una popolazione di 38 abitanti (2000) ed un'area totale di 2,4 km².